# ФК Горица Пучиле
Фудбалски клуб Горица је фудбалски клуб из Пучила код Бијељине који се такмичи у оквиру Друге лиге Републике Српске група Исток.

## Историја
Горица је основана 1956. године у ФНРЈ. Клуб се до распада Југославије такмичио у Општинској лиги Бијељина, Подсавезној лиги Брчко а у сезони 1987/88. је освојио друго мјесто у у Семберској лиги.

## Досадашњи успјеси
- Друга лига Републике Српске у фудбалу — Исток 2010/11. (6. мјесто)
- Друга лига Републике Српске у фудбалу — Исток 2009/10. (5. мјесто)
- Друга лига Републике Српске у фудбалу — Исток 2008/09. (?. мјесто)
- Друга лига Републике Српске у фудбалу — Центар 2007/08. (7. мјесто)
- Регионална лига Републике Српске у фудбалу — Исток 2006/07. (1. мјесто)
- Пета лига Републике Српске у фудбалу — Прва општинска лига Бијељина 2005/06. (2. мјесто)
- Регионална лига Републике Српске у фудбалу — Бијељина 2004/05. (4. мјесто)
- Регионална лига Републике Српске у фудбалу — Бијељина 2003/04. (6. мјесто)
- Регионална лига Републике Српске у фудбалу — Бијељина 2002/03. (13. мјесто)
- Регионална лига Републике Српске у фудбалу — Бијељина—Угљевик 2001/02. (6. мјесто)
- Регионална лига Републике Српске у фудбалу — Семберија, Мајевица и Бирач — Запад 2000/01. (5. мјесто)
- Регионална лига Републике Српске у фудбалу — Семберија, Мајевица и Бирач — Запад 1999/00. (14. мјесто)
- Регионална лига Републике Српске у фудбалу — Семберија, Мајевица и Бирач — Запад 1998/99. (иступио из такмичења)
- Регионална лига Републике Српске у фудбалу — Семберија, Мајевица и Бирач — Запад 1997/98. (6. мјесто)
- Шеста лига Републике Српске у фудбалу — Општинска лига Бијељина 1996/97. (2. мјесто)